# Џастин Трудо
Џастин Пјер Џејмс Трудо (енгл. Justin Pierre James Trudeau; Отава, 25. децембар 1971) канадски је политичар, који је од 2015. до 2025. године био на функцији премијера Канаде.
Изабран је у Парламент Канаде 2008. године, а 14. априла 2013. године изабран је за председника Либералне партије Канаде. Ожењен је и има троје деце. Џастин Трудо је други најмлађи председник Владе Канаде након Џоа Кларка. Најстарији је син 15. предсједника Владе Канаде, Пјера Тридоа и његове бивше жене Маргарет Тридо, рођене Синклер.

## Младост

### Рођење и порекло
Дана 23. јула 1971. године, канцеларија председника владе објавио је како жена председника владе Пјера Трудоа очекује дете које би се требало родити у децембру. На Божић (25. децембра), у 21 сат и 27 минута (UTC-5) Џастин Трудо је рођен у Отавској болници. Као и у свим канадским болницама у то време, очевима је било забрањено да приступе порођајној просторији. Након што је Маргарет Тридо протествовала, болница је укинула овај пропис, а након ње и остале болнице у Канади. Џастин је друго дете у канадској историји које је рођено док му је отац био канадски премијер; прва је била Џон А. Макдоналдова кћерка Маргарет Мери Теодора Макдоналд (8. фебруар 1869 – 28. јануар 1933). Трудоова млађа браћа Александар (Саша) (рођен 25. децембра 1973) и Мишел (2. октобар 1975 – 13. новембар 1998) били су друго и треће дете премијера.
Џастин Трудо је претежно шкотског и француско-канадског порекла. Његова породица на очевој страни је франкофона, док су англофони на мајчиној страни. Дедови су му били предузетник Шарл-Емил Тридо и Џејмс Синклер, министар рибарства владе Луја Сен-Лорана. Трудоов прадеда с мајчине стране, Томас Бернард, рођен је у Макасару у Индонезији, одакле је 1906. године имигрирао у Пентиктон, Британска Колумбија. Преко породице Бернард, рођака грофова Бандона, Трудо је праунук у седмом колену (према computatio civilis) генерал-мајора Вилијама Фаркахара, једног од вођа у оснивању савременог Сингапура, чиме има и малајско те ниаско порекло. Тиме постаје први председник Владе Канаде који има потврђено неевропско порекло.
На крштењу, 16. 01. 1972, када је Џастин Трудо и први пут виђен у јавности, његова сестра од тетке по оцу, Ана Руло-Дани му је била кума, а теча с мајчине стране Томас Волкер кум. Дана 14. априла 1972. године, Трудоови родитељи одржавали су свечаност у Националном центру уметности на којој је амерички председник Ричард Никсон рекао да жели да „наздрави будућем председнику владе Канаде, Џастину Пјеру Трудоу”, на шта је Пјер Тридо одговорио, ако ће његов син икад преузети ту улогу, да се нада да ће имати „грациозност и умеће председника”. Пат Никсон, прва дама САД-а, раније је тог дана посетила Трудоа како би му доставила поклон, плишаног Снупија. Касније су аудио-снимци из канцеларије Ричарда Никсона у Белој кући откриле како је Никсон назвао ту посету „траћење три дана горе. Тај излет нам је требао једнако као и рупа у глави.”

## Премијер Канаде (2015–2025)
Трудоа и остатак Кабинета положио је генерални гувернер Дејвид Џонстон 4. новембра 2015. Он је рекао да је његов први законодавни приоритет био смањење пореза за Канађане са средњим приходима и повећање пореза за један проценат највећих приматеља након парламент је поново сазван 3. децембра 2015. године. Трудо је такође издао изјаву у којој обећава да ће обновити односе са староседелачким народима у Канади и водити отворену, етичку и транспарентну владу. Дана 5. новембра 2015. године, током првог састанка посланичког клуба либерала од формирања већинске владе, странка је најавила да ће поново успоставити обавезни дугорочни попис који је укинут 2010. године, на снагу са пописом из 2016. године.
Као премијер, Трудо је покренуо три велике независне истраге: Националну истрагу о несталим и убијеним домородачким женама, Заједничку федералну/покрајинску комисију о нападима у Новој Шкотској 2020. (у партнерству са Владом Нове Шкотске), и Јавна истрага о страном мешању у савезне изборне процесе и демократске институције. Овај последњи је позван као одговор на наводе о мешању кинеске владе у канадске савезне изборе 2019. и 2021. године, али се такође бави мешањем других држава које се сматрају непријатељским према Канади. Истрага о несталим и убијеним домородачким женамаје открила да канадски одговор на ово питање представља геноцид, налаз који је Трудо рекао да прихвата.

### Етика
Трудоа су критиковали чланови опозиције у новембру 2016. због његове тактике прикупљања средстава коју су видели као шеме „готовина за приступ“. Трудо је присуствовао прикупљању средстава где су учесници платили више од 1500 долара за приступ њему и другим члановима кабинета. У неким случајевима, догађајима су присуствовали страни привредници којима је било потребно одобрење владе за њихово пословање. Трудо је бранио своју тактику прикупљања средстава, рекавши да она не крши ниједно етичко правило. Такође је навео да је био лобиран на прикупљању средстава, али да није био под утицајем. Трудо је 2017. године увео закон који би елиминисао такве ексклузивне догађаје захтевајући повећану транспарентност за политичке прикупљање средстава.
У јануару 2017, комесар за етику, Мери Досон, започела је истрагу о Трудоу због одмора који су он и његова породица водили на приватно острво Аге Кана IV на Бахамима. У извештају комесара за етику, објављеном у децембру 2017. године, утврђено је да је Трудо прекршио четири одредбе Закона о сукобу интереса. Постао је први актуелни премијер који је прекршио савезна правила о сукобу интереса. Године 2022. објављено је да је Краљевска канадска коњичка полиција разматрала подизање кривичне пријаве против Трудоа због ове афере.
У фебруару 2018, Трудо је критикован када је његова влада позвала калистанског националисту Јаспала Атвала на вечеру канадске Високе комисије у Делхију. Атвал је раније био осуђен за пуцњаву и покушај убиства министра индијске владе Малкијата Синга Сидуа 1986. године, као и за напад на бившег премијера Британске Колумбије Ујал Досања 1985. Након вечере, ПМО је повукао позив и извинио се за инцидент.

### Афера СНЦ-Лавалин
Дана 8. фебруара 2019. The Globe and Mail  је известио да су извори блиски влади рекли да је канцеларија премијера наводно покушала да утиче на државног тужиоца Џоди Вилсон-Рајболда у вези са текућим гоњењем СНЦ-Лавалина. На питање о оптужбама, Трудо је рекао да је прича у Глобеу била лажна и да он никада није "режирао" Вилсон-Раиболда у вези са случајем. Вилсон-Раибоулд није коментарисао ово питање, позивајући се на привилегију адвоката и клијента. Убрзо након тога, Трудо се добровољно одрекао привилегија и поверења у кабинет, дозвољавајући јој да говори. Повереник за етику је 11. фебруара најавио отварање истраге о овим наводима. Трудо је рекао да је „поздравио истрагу“. Комитет за правосуђе Доњег дома је спровео низ саслушања о наводном мешању. У истрази је саслушано неколико сведока, укључујући Џоди Вилсон-Рајболд, која је као доказ поднела телефонски разговор који је тајно снимила између себе и секретара Тајног савета Мајкла Верника, који је касније објављен у јавности. На снимку се чује како Верник тражи да разуме зашто се „пута ДПА“ не користи, наводећи да су људи „причали једни поред других“, и предлаже Трудоу да добије независан правни савет од бивше председнице Врховног суда Беверли Меклалин. Чује се да Вилсон-Рајболд сугерише да би Трудо "кршио уставни принцип независности тужиоца". Чланови комитета либерала су 19. марта 2019. блоком изгласали затварање истраге Комитета за правосуђе.
Трудо је био предмет истраге комесара за етику, сходно Закону о сукобу интереса, у вези са кривичним пријавама против СНЦ-Лавалина у афери СНЦ-Лавалин. У коначном извештају комисије, издатом 14. августа 2019., закључује се да је „господин Трудо прекршио члан 9 Закона“.

### Савезни избори 2019.
Трудо је 11. септембра 2019. посетио генералног гувернера Џули Пајет, како би затражио распуштање парламента и формално покретање избора. Пре званичног почетка кампање, Трудо је најавио своју намеру да учествује само у дебатама три лидера, две које је организовала Комисија за дебате лидера и једну у организацији ТВА. Дебате других лидера су или отказане или су се одвијале са празним подијумом који је остао на сцени за Трудоа.
У септембру 2019. објављене су контроверзне слике и видео који приказују Трудоа у смеђом и црном лицу. 18. септембра 2019. часопис Тајм објавио је фотографију Трудоа који је нашминкао смеђе лице у пролеће 2001. на свечаности са темом арапских ноћи, док је Трудо био наставник на Вест Поинт Греј академији. Трудо се јавно извинио, сложивши се да је фотографија расистичка и рекавши: "Нисам то требао учинити. Требао сам знати боље, а нисам. Заиста ми је жао." Даље је рекао: "То је било нешто што у то време нисам мислио да је расистички, али сада схватам да је то било нешто расистички.“. Трудо је такође признао да је носио црну шминку у средњој школи док је певао "Day-O" на шоу талената који је касније објавио Global News. Трећи пример, видео, Трудоа у расистичкој одећи је такође објављен. Након што је овај видео објављен, Трудо је признао да не може да се сети колико је често носио црну шминку. У данима након скандала, анкетари су истакли да многим Канађанима или није сметао скандал или су прихватили Трудоово извињење. Поред тога, неке мањинске групе, расистички коментатори и неки Трудоови противници стали су у његову одбрану. Други су били критичнији, укључујући чланове његове сопствене странке.

#### Резултати избора 2019.
Док је Трудоова Либерална партија изгубила 20 места у Доњем дому (смањивши њен укупан број са 177 на 157) од тренутка распуштања, она је и даље освојила највише места од било које странке — довољно места да би Трудоу омогућило да формира мањинску владу. По први пут од 1979. године, странка која је освојила највећи удео народних гласова у земљи није освојила највише места; Либерали под Трудоом су имали 33,1 одсто гласова, док су конзервативци под вођством Ендруа Шира имали 34,4 одсто. То је уједно био и први пут да је влада преузела власт са мање од 35 одсто гласова националног народа од конзервативаца Џона А. Макдоналда, 1867, који су имали 34,8 одсто гласова. У Алберти и Саскачевану, Либерална партија је освојила 14 одсто, односно 10 одсто гласова грађана. У Онтарију, либерали су освојили свих 25 места у Торонту и 24 од 29 места у околним предграђима ширег подручја Торонта — наводно делом због непопуларности владе Прогресивне конзервативне странке премијера Дага Форда.

### Пандемија ковида-19
Трудо је био премијер током светске пандемије КОВИД-19. Одговор његове владе на пандемију укључивао је средства за покрајине и територије да се прилагоде новој ситуацији, средства за истраживање коронавируса, ограничења путовања, преглед међународних летова, налоге за самоизолацију према Закону о карантину, индустријску стратегију и подизање свести о јавном здрављу. кампања. У почетку се Канада суочила са недостатком личне заштитне опреме, пошто је Трудоова влада смањила финансирање залиха ЛЗО претходних година.
Како би се суочио са економским утицајем пандемије 2020. године, Трудо се одрекао плаћања студентског кредита, повећао канадску дечју накнаду, удвостручио годишњу уплату пореза на робу и услуге и увео Канадску бенефицију за хитне случајеве (CERB) као део првог пакета у марта. У априлу 2020. Трудо је увео канадску субвенцију за ванредне плате, канадски пословни рачун за хитне случајеве и канадску хитну студентску бенефицију. Трудо је такође распоредио канадске снаге у домовима за дуготрајну негу у Квебеку и Онтарију као део операције ЛАСЕР.
Током пандемије, савезна влада је такође била одговорна за набавку вакцина против КОВИД-19. Трудоова влада је 12. маја 2020. објавила да је постигла ексклузивни договор са ЦанСиноБИО. Међутим, због погоршања канадско-кинеских односа, ЦанСино договор је пропао. Трудоова влада је 5. августа 2020. направила план да обезбеди дозе вакцина Пфизер и Модерна. Почевши од децембра 2020. године, Трудо је надгледао спровођење канадског програма масовне вакцинације..
Ширење КОВИД-19 у Канади наставило се након почетне епидемије, са снажним другим таласом у јесен 2020. и још озбиљнијим трећим таласом у пролеће 2021. године. Током кризе, Трудо је периодично продужавао обим и трајање савезних програма помоћи. Канадски савезни буџет за 2021. планирао је њихово постепено укидање до краја септембра 2021. и предвиђао је дефицит од 354,2 милијарде долара у фискалној години 2020-21. Док је CERB заиста угашен 26. септембра, Канадска бенефиција за опоравак (CBR) наставила је да пружа подршку до 23. октобра. Бенефиција за закључавање радника у Канади уведена је тог месеца да замени CBR, а проширена је током ширења Омикрон варијанте у децембру 2021. године.

### Слобода дециетичка истрага
Након притужби опозиционих странака да је породица Трудо имала везе са организацијом Слобода деци, комесар за етику је 3. јула 2020. најавио истрагу о Трудоовој и владиној одлуци да добротворна организација управља летњим програмом студентских грантова који би могао финансијски помоћи студентима током пандемије КОВИД-19. Трудо је одговорио рекавши да организација Слобода деци која је имала способност да администрира такав програм. Слобода деци и савезна влада одлучили су да се „раздвоје“ препуштајући администрацију програма грантова савезној влади.
Слобода деци је критикован због својих блиских веза са породицом Трудо; истрага је уследила након открића да су Трудоова мајка, брат и жена укупно плаћени скоро 300.000 долара да говоре на догађајима Слободе деци. 16. јула 2020. комесар за етику је такође најавио да се истрага проширује на министра финансија Била Морноа. Комесар за етику је на крају ослободио Трудоа од било каквог погрешног поступка, иако је утврђено да је Морно прекршио закон о сукобу интереса.

### Савезни избори 2021.
Трудо је 15. августа 2021. саветовао генералну гувернерку Мери Сајмон да распусти парламент, заказујући изборе за 20. септембар. Избори су расписани истог дана када је пао Кабул. У прве две недеље кампање, Трудо је добио критике јер није деловао довољно брзо пред талибанском офанзивом 2021. да евакуише држављане Канаде и Авганистанце који су подржавали војне и дипломатске напоре Канаде током рата у Авганистану.
На савезним изборима 2021. Трудо је обезбедио трећи мандат и своју другу мањинску владу након што је освојио 160 места. Међутим, либерали су заузели друго место на националном народном гласању, иза конзервативаца. Добили су 32,6 одсто гласова грађана, што је најнижи проценат гласова на националном нивоу за владајућу странку у историји Канаде.

### Протест конвоја 2022.
Протест канадског конвоја, назван Конвој слободе, био је протест у Канади против захтева за вакцину против КОВИД-19 да камионџије поново уђу у земљу копненим путем који је увела Влада Канаде 15. јануара 2022. Првобитно се састојао од неколико рута које пролазе кроз све канадских провинција, конвоји камиона су се окупили у Отави.
29. јануара, првог дана протеста на брду Парламента, Трудо се преселио на непознату локацију. Према Гардијану, демонстрације су се развиле да би изразиле низ „антивладиних притужби“, посебно против Трудоа. Трудо је 31. јануара протесте назвао „увредом истине“. Он је 3. фебруара рекао да војни одговор „сада није у плану”. Ројтерс је 11. фебруара известио да је Трудо обећао САД „брзу акцију“ у вези са демонстрантима који су насилно блокирали мост Амбасадор на америчко-канадској граници, најпрометнији копнени гранични прелаз на континенту.“ Трудо је накнадно наговестио да ће тамо бити „ снажна полицијска интервенција“ и позвао све демонстранте да „иде кући“.
Трудо се позвао на Закон о ванредним ситуацијама 14. фебруара 2022. године, по први пут од када је донесен 1988. године, као резултат ванредног стања јавног реда изазваног демонстрацијама у Отави. Трудо је 23. фебруара 2022. најавио да ће савезна влада опозвати проглашење ванредног стања. Касније тог дана, генерални гувернер је потписао проглас којим га опозива. Годину дана касније, 17. фебруара 2023, судска истрага о коришћењу Закона о ванредним ситуацијама је закључила да је Трудоова влада испунила законски праг потребан да се позове на акт. Почетком 2024. године, судија Савезног суда Ричард Мосли пресудио је да позивање савезне владе на Закон о ванредним ситуацијама за окончање протеста конвоја 2022. године „није оправдано“ и да крши права из Повеље. Савезна влада планира да уложи жалбу на пресуду.

### Уговор о поверењу и снабдевању
Либерали и НДП су 22. марта 2022. објавили да су склопили споразум о поверењу и снабдевању. Споразум, у којем се НДП обавезао да ће подржати либерале у свим гласањима о поверењу за време трајања 44. парламента, укључивао је деловање према кључним приоритетима НДП-а. Ефекат споразума је био да се избегну било какве потенцијалне превремене изборе, како би се мањинској Трудоовој влади омогућило да заврши свој пуни четворогодишњи мандат пре избора 2025. године.
Међу политикама које су укључене у споразум биле су успостављање националног програма стоматолошке неге за Канађане са ниским примањима, напредак ка националном програму фармације, реформе рада за раднике са федералном регулативом и нови порези на финансијске институције.
Почетком 2024. године, две стране су дошле до ћорсокака око фармације, доводећи договор у опасност. Споразум је захтевао развој Канадског закона о фармацији до краја 2023. године, који би поставио оквир за систем, међутим, НДП се сложио да продужи рок до 1. марта наредне године пошто су преговори постали напорни. Главне тачке спорења су биле захтјев НДП-а да систем буде једноплатан, као и прелиминарна покривеност за одређене лијекове прије имплементације пуног система. 23. фебруара, стране су објавиле да су постигле споразум, спасавајући договор. Споразум би обезбедио покриће за дијабетес и лекове за контрацепцију пре покретања целог програма.

### Домаћа политика
Економска политика Трудоове владе у почетку се ослањала на повећане пореске приходе да би платила повећану државну потрошњу. Иако влада није избалансирала буџет у свом првом мандату, смањивала је однос дуга Канаде према БДП сваке године до 2020. године, када је ударила пандемија КОВИД-19. Трудоова прогресивна и феминистичка социјална политика која је сама себе описала укључивала је снажно заговарање права на абортус. Његова влада је представила нацрт закона којим су терапије конверзије забрањене у Канади.
У његовом првом мандату, Канада је поставила циљеве да прими повећан број имиграната и избеглица. Канада је увела право на умирање уз медицинску помоћ 2016. године и легализовала канабис за рекреативну употребу 2018. године. У 2021, Трудо је најавио стварање националног плана бриге о деци са намером да смањи накнаде за дневни боравак за родитеље на 10 долара дневно по детету у року од пет година. У новембру 2022. Трудоова влада је објавила да ће Канада до 2025. примити 500.000 имиграната годишње.
Његова еколошка политика је укључивала увођење нових обавеза за смањење емисије гасова стаклене баште за 30% пре 2030. године и постизање нето нулте емисије до 2050. године. Његово главно средство за постизање овог циља је федерална политика цена угљеника. Трудоов парламент је такође усвојио законе за очување мора, забрањујући шест уобичајених пластичних производа за једнократну употребу, и појачавајући процене утицаја на животну средину. Трудо се обавезао да ће забранити пластику за једнократну употребу 2019. Године 2022. његова влада је објавила забрану производње и увоза пластике за једнократну употребу од децембра 2022. Продаја тих предмета биће забрањена од децембра 2023, а извоз од 2025. Међутим, Трудо се залаже за нафтоводе и гасоводе како би се извори канадских фосилних горива довели на страна тржишта.

### Спољна политика
Трудо је 2015. године за Њујорк Тајмс Магазин рекао да би Канада могла бити „прва постнационална држава“.
Трудо је уживао у добрим односима са председником Сједињених Држава Бараком Обамом „истомишљеника“, упркос Трудоовој подршци гасоводу Кејстоун, коју је демократски председник одбио. Трудоови први спољнополитички изазови укључивали су спровођење обећања у кампањи да ће повући канадску ваздушну подршку из грађанског рата у Сирији и да ће дочекати 25.000 сиријских ратних избеглица. Када је Доналд Трамп постао председник, односи Канаде и САД су се погоршали. Трампова администрација је приморала поновне преговоре о NAFTA-у како би се створила ЦУСМА, у којој је Канада направила значајне уступке у дозволи повећаног увоза америчког млека, ослабивши канадски систем управљања снабдевањем млечним производима. Доналд Трамп је такође применио царине на канадски челик и алуминијум, на шта је Трудо узвратио увођењем царина на амерички челик, алуминијум и разне друге америчке производе.
Односи Канаде са Кином такође су се погоршали током Трудоовог премијерског времена. Превирања су довела до хапшења Менг Ванџоуа на међународном аеродрому у Ванкуверу у децембру 2018. по налогу Сједињених Држава, и хапшења Мајкла Спавора и Мајкла Коврига у Кини 12 дана касније. Пошто су ове три особе пуштене у исто време у септембру 2021. године, многи посматрачи су спекулисали да су размењени као део споразума између Сједињених Држава и Кине.
На сличан начин, односи Канаде са Саудијском Арабијом су такође били под притиском, пошто су групе за људска права позвале Трудоа да престане да продаје војну опрему тој земљи у складу са споразумом који је склопила влада Харпер. Саудијска Арабија је 2018. опозвала свог канадског амбасадора и замрзнула трговину са земљом као одговор на позив Канаде Саудијцима да ослободе опозиционог блогера Рајфа Бадавија. Међутим, 2019. Канада је удвостручила продају оружја Саудијској Арабији, упркос „мораторијуму на извозне дозволе након убиства саудијског новинара Џамала Кашогџија и све већег броја смртних случајева цивила у интервенцији коју је предводила Саудијска Арабија у Јемену“.
У септембру 2023. године, Трудо је рекао да влада Канаде има „веродостојне обавештајне податке“ да је влада Индије умешана у убиство канадског држављанина Хардипа Синг Ниџара испред храма Сика у Сарију. Ова епизода је изазвала брзо погоршање односа Канаде и Индије.
Канада је 2020. изгубила кандидатуру за придруживање Савету безбедности Уједињених нација. Ово је други пут да Канада није успела у покушају да се придружи Савету безбедности, први пут 2009. године под премијером Стивеном Харпером.
Трудо је 7. октобра 2023. осудио Хамасове акције током рата између Израела и Хамаса и изразио подршку Израелу и његовом праву на самоодбрану. Он је 24. октобра одбацио позиве на прекид ватре, али је рекао да подржава „хуманитарне паузе“ за испоруку помоћи људима у Појасу Газе. 12. децембра, у заједничкој изјави са премијером Аустралије и премијером Новог Зеланда, Трудо је позвао на „одрживо примирје“ у рату.

## Политика

### Дефицит
Током избора Либерална је странка обећавала да ће да смањи дефицит на 10 милијарди  годишње, али због смањења цене нафте, министар финансија Трудоове владе, Бил Морно, објавио је како ће влада имати дефицит од 29 милијарди CAD у 2016. и 2017. години.

### Инфраструктура
У изборној кампањи, Џастин Трудо је рекао како ће увести инфраструктурални план вредан 60 милијарди CAD у улагању кроз 10 година.

### Побачај
Џастин Трудо је рекао како жели да формира странку која је „потпуно за избор” и да потенцијални кандидати Либералне странке у изборима 2015. године који се противе побачају неће бити одобрени за номинацију ако неће пристати гласати „за избор” током одобравања предлога закона везаних уз побачај. Трудоов став слаже се с резолуцијом одобреном од стране већине чланова Либералне странке током странкине конвенције о политици у 2012. години. Тај став су критиковали конзервативни хришћани, као што је бивши члан парламента Џим Каригијанис и кардинал Торонта Томас Колинс.

### Марихуана
Џастин Трудо је први пут јавно исказао занимање за легализацију марихуане током говора на митингу у Келоуни, Британска Колумбија, 24. 7. 2013. године. Рекао је да није за декриминализацију канабиса, него за легализацију.
Током једног интервјуа у августу 2013, Трудо је рекао како је последњи пут користио марихуану 2010. године, када је постао члан парламента. Након анализе резултата легализације марихуане у Колораду, Џастин Трудо је рекао како би Канађани имали корист од анализирања искуства и Колорада и Вашингтона.
Након што је Либерална странка формирала владу у новембру 2015. године, Трудо је, као председник Владе, најавио да раде на федералном процесу којим би се заједнички легализовало поседовање марихуане за рекреацијску намену. Планирају да уклоне конзумацију и поседовање марихуане из Казненог закона, али и да уведу нове законе с већим казнама за особе којима је доказана продаја марихуане малолетницима.

### Религија
Трудоов отац био је побожан римокатолик, а његова мајка преобратила се из англиканизма на католичанство пре венчања. Као дете, сваке недеље присуствовао је миси и молио сваке вечери. С 18 година престао је обављати католичке дужности. Након братове смрти 1998. године, Џастин Трудо је поновно почео веровати.
Исказао је противљење предложеној Квебечкој повељи вредности, контроверзној повељи која би забрањивала делатницима у јавном сектору ношење или приказивање религијских симбола. Повеља је одбачена након што је Квебечка либерална странка победила на провинцијским изборима 2014. године.

### Права жена
Џастин Трудо се сматра феминистом. Рекао је да је Либерална странка „једнозначна у својој обрани женских права” и да је она „странка повеље”.